# Малый Шарташ
Малый Шарта́ш — небольшое озеро в Екатеринбурге. Располагается на территории Кировского района в 1,5 км к юго-востоку от озера Шарташ. Форма озера — овал, вытянутый в меридиональном направлении. Площадь поверхности — 3,4 га. Размеры озера — 850 на 400 метров. Лежит на высоте 267 м.

## Описание

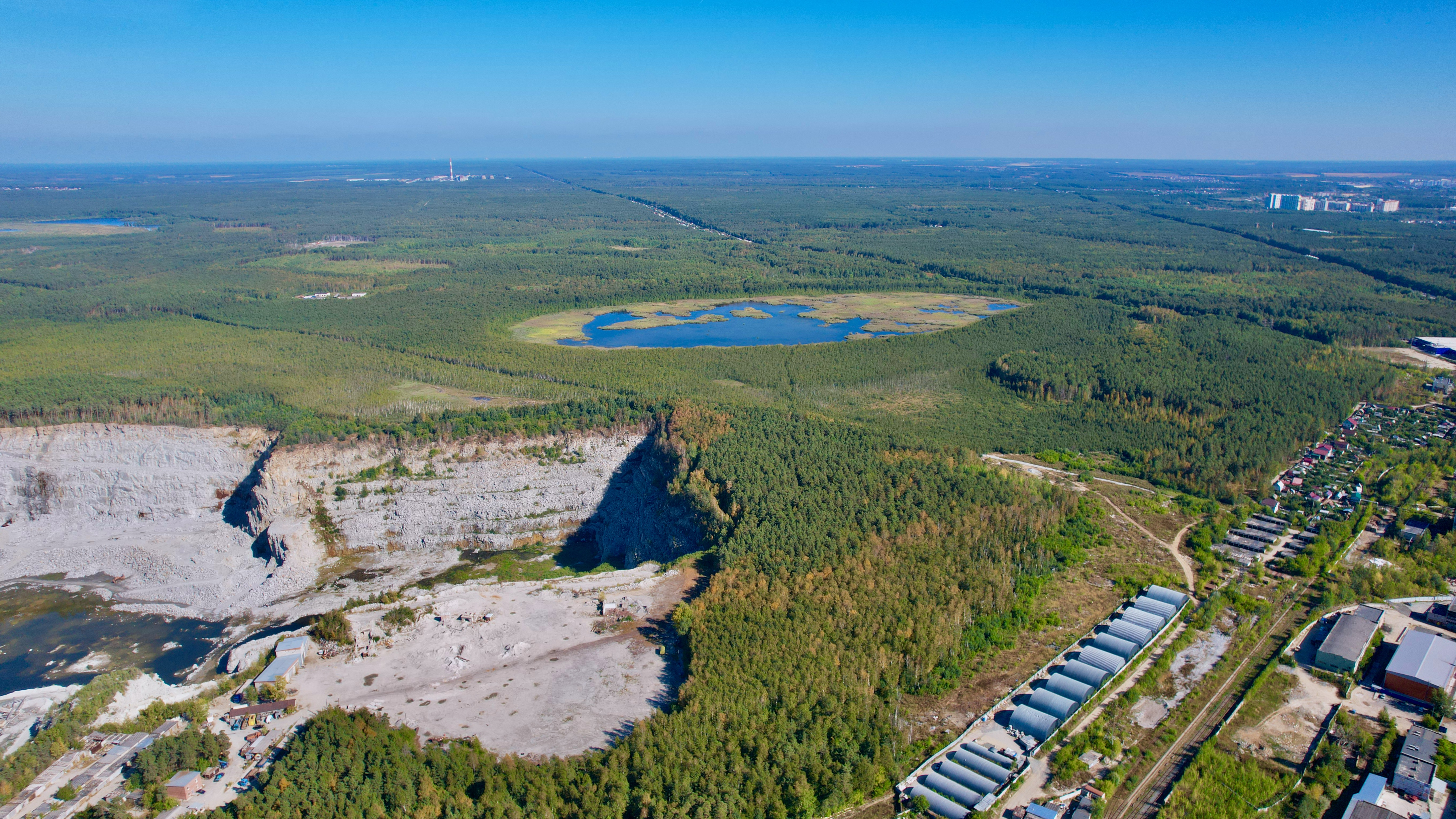
Вид со стороны Шарташского гранитного карьера

Озеро Малый Шарташ находится в Кировском районе Екатеринбурга, к юго-востоку от озера Шарташ. Имеет заболоченные берега, глубина трясины может достигать 3 метров. Берега озера поросли тростником, рогозом, камышом, осокой, низкорослой сосной, берёзой и ивняком, от растительности свободно менее 2 га поверхности воды. Подход к воде имеется только в восточной части озера по гати из жердей.
В районе озера отмечено обитание большого количества птиц, земноводных, пресмыкающихся (включая гадюк), из млекопитающих отмечены лоси, лисы, зайцы, белки и другие. Сток воды осуществляется по ручьям в реку Исток. На западном берегу Малого Шарташа есть Малошарташские каменные палатки — грантиные скалы высотой 8-9 м.